# Il labirinto (programma televisivo)
Il labirinto è stato un programma televisivo italiano a premi, andato in onda su LA7 nel 2001. La trasmissione aveva segnato il passaggio alla suddetta rete per la conduttrice Tamara Donà.

## Scopo del gioco
Il gioco era diviso in tre fasi.

### Fase 1: "La selezione"
In ciascuna puntata erano presenti sei coppie di concorrenti per puntata, di cui un concorrente indossava una tuta verde e l'altro una tuta grigia. Di queste sei coppie, solo tre prendevano parte al gioco. La selezione avveniva mediante una domanda con quattro risposte possibili, di cui solo due erano corrette. I concorrenti avevano 20 secondi di tempo per rispondere, e le tre coppie che impiegavano meno tempo tra quelle che rispondevano correttamente superano la selezione, e giocavano per il montepremi.

### Fase 2: "L'ingresso al labirinto"
Dopo la selezione, iniziava il gioco vero e proprio diviso in due fasi: per ciascuna coppia, il concorrente verde si sedeva su una poltrona con un joystick ed indossava degli occhiali con un proiettore per la realtà virtuale, mentre quello grigio si sedeva alle sue spalle. Il concorrente grigio doveva rispondere a sei domande con tre opzioni di risposta ciascuna, e per ogni risposta esatta guadagnava 10 secondi che veniva aggiungere al tempo (da una durata iniziale di 60 secondi) che aveva a disposizione il concorrente verde per la fase del labirinto.

### Fase 3: "Il labirinto"
Finite le domande di ingresso al labirinto, il concorrente verde, attraverso gli occhiali e il joystick, doveva cercare di raggiungere l'uscita di un labirinto virtuale prima dello scadere del tempo. Ogni volta che passavano 10 secondi (per un massimo di sei volte), il timer si fermava e il concorrente grigio doveva rispondere a una domanda di "vero o falso"; se egli sbagliava, un guardiano entrava nel labirinto a caccia del concorrente verde. Durante la caccia, se il concorrente verde raggiungeva l'uscita la coppia vinceva il montepremi e il guardiano fallisce la sua caccia ed esce sconfitto e pesto, ma se invece si faceva prendere da un guardiano o se scadeva il tempo, la coppia non vinceva nulla ed entrava quella successiva che giocava la seconda e la terza fase con le stesse modalità. Alla fine, se nessuna delle tre coppie raggiungeva l'uscita del labirinto, quella che era riuscita a rimanerci per più tempo tornava a giocare nella puntata successiva come coppia campione nonostante la sconfitta del guardiano che si stanca e viene spesso sconfitto. In caso di parità, le coppie dovevano rispondere in 20 secondi ad una domanda con quattro opzioni di risposta di cui due risposte esatte, come nella fase della selezione; in questo caso la coppia che rispondeva correttamente nel minor tempo diventava campione e il guardiano si fece prendere da una sonora sconfitta e viene beffato dalla coppia campione.